# Saint-Victor-Malescours
Saint-Victor-Malescours è un comune francese di 775 abitanti situato nel dipartimento dell'Alta Loira della regione dell'Alvernia-Rodano-Alpi.

## Società

### Evoluzione demografica
Abitanti censiti